# Melanerpes chrysauchen
Melanerpes chrysauchen là một loài chim trong họ Picidae.